# ولاية الخابورة
ولاية الخابورة، إحدى الولايات الساحلية في محافظة شمال الباطنة بسلطنة عمان، تتميز بموقعها الجغرافي الاستراتيجي على بحر عمان وتاريخها العريق، وتزخر بالتراث الثقافي والطبيعي، حيث تنتشر فيها مزارع النخيل والأفلاج، بالإضافة إلى معالمها الأثرية التي تعكس الحضارة العمانية العريقة

## الموقع الجغرافي
تقع ولاية الخابورة في الجزء الشمالي من سلطنة عمان. وتطل على بحر عمان من الشرق، وتحدها من الجنوب ولاية السويق، ومن الشمال ولاية صحم و ولاية صحار، ومن الغرب ولاية عبري. وتتميز الولاية بانتشار مزارع النخيل.

## مساحة الولاية
تبلغ مساحة ولاية الخابورة حوالي 2700 كيلو متر مربع وتضم 198 قرية متنوعة بين ساحلية وجبلية وأخرى تقع على ضفاف الأودية.

## شعار الولاية
شعارها الخنجر العماني، وهو أحد رموز الأناقة الرجالية في عُمان. يتميز الخنجر بصناعته من الفضة الخالصة، ويتم تزيينه بنقوش دقيقة يصنعها حرفيون ماهرون يبرزون قيمته التراثية

## المقومات التراثية
تشتهر الولاية بتنوع مقوماتها التراثية المستمدة من التراث العماني الأصيل، ومن هذة المقومات:

### الصناعات التقليدية
تشتهر الولاية بالعديد من الصناعات التقليدية مثل صناعة الخناجر، وأدوات صيد الأسماك، وصناعة القوارب التقليدية، وصناعة الحلي. كما يتميز أهل الولاية بإنتاج الملح والأسمدة العضوية، مما يعكس تنوع المهارات الحرفية في المنطقة.

### القلاع والحصون
تضم ولاية الخابورة العديد من المعالم الأثرية الهامة، ويوجد فيها سبع قلاع و21 حصناً. من أشهر هذه القلاع قلعة بني سعيد وحصن العقلي، بينما يُعد حصن الخابورة من أبرز الحصون في الولاية. هناك أيضًا عدة أبراج تاريخية، مثل برج القصف وبرج البديعة وبرج المثار في قرية الغيزين

### حصن الخابورة
يقع حصن الخابورة في وسط الولاية، ويمكن رؤيته من مسافة بعيدة بسبب موقعه المميز بالقرب من البحر. يتكون الحصن من عدة مبانٍ محصنة تشمل غرف حراسة، ومخازن، وبرج مراقبة كان يستخدم كسجن. ويحيط بالحصن سور يبلغ ارتفاعه من 4 إلى 9 أمتار

### المساجد التاريخية
تضم ولاية الخابورة تسعة مساجد قديمة، منها مسجد الركة التاريخي وجامع الغيزين المعروف باسم مسجد الصبارة، وتعتبر هذه المساجد من أبرز الشواهد على التراث الديني في الولاية.

## الأفلاج
تنقسم الأفلاج في ولاية الخابورة إلى ثلاثة أنواع رئيسية وفقاً لمصدر مياهها، وهي:
	•	الأفلاج الغيلية: مثل فلج الظويهر وفلج بني ربيعة.
	•	الأفلاج العينية: مثل فلج العقلي وحيل البراهمة.
	•	الأفلاج الداودية: توجد في مناطق مثل الغيزين والقصف.

## الأودية الرئيسية
تضم الولاية العديد من المناظر المائية الطبيعية منها:

### وادي الحواسنة
يمتد وادي الحواسنة على طول 70 كيلومترًا، وينطلق من قرية عيص وصولاً إلى بحر عمان. يمر الوادي بالعديد من القرى مثل القصف، الرويضات، والغيزين، مما يجعله من المناطق السياحية الطبيعية الجذابة في الولاية.

### وادي شافان
يتميز وادي شافان بجمال طبيعي خلاب ويعد وجهة شهيرة للسياح، خاصة خلال فترات الجريان الموسمية. يضم الوادي قرى تاريخية مثل قرية الصفاء وقرية العقلي، كما يحتوي على آثار تاريخية وأطلال يعود بعضها إلى فترات ما قبل الإسلام.

### وادي الصرمي
يقع وادي الصرمي في المنطقة الحدودية بين ولاية الخابورة وولاية صحم، ويمتد على مسافة 70 كيلومترًا. يُغذي الوادي العديد من الأفلاج ويحتوي على تجمعات سكانية تاريخية وتنتشر في هذا الوادي الكثير من القبور التاريخية ويلاحظ أن في بعض المقابر ليست على الاتجاه الصحيح نظرا لكونها قبور ماقبل الإسلام.

## وصلات خارجية
- الخابورة .. منجزات النهضة تعانق الولاية من السهل إلى الجبل(صحيفة الوطن العمانية)
- ولاية الخابورة بسلطنة عمان .. رصاصة اخترقت قلب ذاب عشقا في وديانها وأفلاجها (صحيفة صدى البلد)
- تعرف على ولاية الخابورة العُمانية، وما يميزها